# Rodrigue Tremblay
Pour les articles homonymes, voir Tremblay.
Rodrigue Tremblay, né à Matane le 13 octobre 1939, est un économiste, un homme politique et un professeur québécois.
Il est un spécialiste en macroéconomie, en finances publiques et en finances internationales. Il est un auteur prolifique d’ouvrages en économie et en politique.
Il est député de la circonscription de Gouin à l'Assemblée nationale du Québec de 1976 à 1981 sous la bannière du Parti québécois de 1976 à 1979 puis député indépendant de 1979 à 1981. Il est ministre de l'Industrie et du Commerce au sein du gouvernement de René Lévesque.

## Biographie
Natif de Matane au Québec (Canada), Rodrigue Tremblay obtient un baccalauréat ès arts à l'Université Laval en 1961, un B.Sc. en économie à l'Université de Montréal en 1963, une maîtrise en 1965 et un doctorat en économie à l'Université Stanford en 1968.
Il enseigne l'économie à l'Université de Montréal à partir 1967. Il est professeur émérite à partir 2002.
Tremblay dirige notamment l'Association canadienne de science économique (SCSE) en 1974 et 1975, la North American Economics and Finance Association en 1986 et 1987, le département des sciences économiques de l'Université de Montréal entre 1973 et 1976. Il agit également comme membre du Comité de règlement des différends commerciaux créé en vertu de l'Accord de libre-échange canado-américain (ALENA) entre 1989 et 1993 et est vice-président de l'Association internationale des économistes de langue française (AIELF) de 1999 à 2005.
Rodrigue Tremblay est aussi chercheur invité et consultant pour la Banque du Canada, le Conseil économique du Canada, la Commission d'enquête sur le commerce des alcools au Québec, l'Union monétaire ouest-africaine, la Commission royale sur l'Union économique et les perspectives de développement du Canada (commission MacDonald) et les Nations unies. Tremblay fonde la North American Review of Economics and Finance et est éditeur pour L'Action nationale et Les Affaires. Il est aussi membre du Comité des politiques publiques de l’Association des économistes québécois (ASDEQ).
Rodrigue Tremblay s'implique également en politique provinciale, où il devient député de la circonscription de Gouin le 15 novembre 1976, sous la bannière du Parti québécois. Il est subséquemment nommé ministre de l'Industrie et du Commerce dans le gouvernement de René Lévesque. Il est responsable de l'introduction de la vente des vins dans les épiceries. Il démissionne du cabinet le 21 septembre 1979 et siège comme député indépendant à partir de cette date. Il ne se représente pas aux élections générales de 1981 et retourne à l'enseignement universitaire le 15 avril 1981.

## Ouvrages publiés
- The Role of International Financial Flows in the International Payments Mechanism, University Microfilms, 1967
- La science économique, 1967
- L'Économique, une introduction à l'analyse des problèmes économiques de toute société, 1969
- Indépendance et marché commun Québec-USA, 1970
- Afrique et intégration monétaire, 1970
- L'Économique, problèmes et exercices, 1970
- La théorie du commerce international, 1971
- La théorie monétaire internationale, 1972
- Analyse microéconomique, 1975
- L'Économie québécoise, 1976
- L'Indépendance économique du Canada français, 1977
- La 3e Option, 1979
- Le Québec en crise, 1981
- Économie et finances publiques, 1982
- Issues in North American Economics and Finance, 1987
- Le rôle des exportations dans la croissance et le développement économique, Institut de recherches politiques, 1990
- Macroéconomique moderne, théories et réalités, 1992
- Économie et finances publiques, 1997
- Politique et Économie, 1998
- Les Grand enjeux politiques et économiques du Québec, 1999
- L'heure juste, 2001
- Pourquoi Bush veut la guerre, 2003
- Le Nouvel Empire Américain, 2004
- The New American Empire, 2004
- Le Code pour une éthique globale, 2009
- The Code for Global Ethics, 2010
- La régression tranquille du Québec, 1980-2018, 2018

## Contributions en économie
- Rodrigue Tremblay est un de ces économistes rares et polyvalents dont les réalisations couvrent plusieurs domaines, tant en économie fondamentale que dans le champ des politiques économiques. Il a particulièrement laissé sa marque de trois manières.
- Premièrement, il y a le Tremblay généraliste et communicateur traduisant la pensée économique pour un large auditoire. Ses nombreux manuels d'économie et de macroéconomie ont innové dans les années 1970, et ont favorisé l'étude des sciences économiques dans plusieurs pays francophones. Ils étaient rédigés dans un langage clair, rigoureux et avec précision.
- En deuxième lieu, on retrouve ses contributions dans les domaines de l'économie internationale, du développement économique et de celui des grands cycles économiques. En 1968, il fait ressortir le rôle central que les mouvements de capitaux courts jouent dans l'ajustement des balances des paiements (Rev. Can. d'Écon., 1968). Il a aussi innové avec ses travaux sur les grands cycles économiques en liant les chocs politiques et les chocs économiques comme causes d'instabilité économique cyclique (Rev. of North American Economics and Finance, 1988). Tremblay s'est ensuite attaqué à la question du libre-échange et au rôle des rendements croissants ou à l'échelle, c’est-à-dire l’idée que les coûts unitaires d’une entreprise diminuent à mesure que l'étendue des marchés et l’échelle de production s’accroît, avec ses travaux portant sur « la croissance par l'exportation » (Rev. of North American Economics and Finance, 1991).
- Troisièmement, les travaux du professeur Tremblay sur les échanges internationaux et l'intégration économique ont eu des échos dans les débats de politique économique, particulièrement en matières de politique commerciale et de politique monétaire. Dans la première moitié des années 1970, en effet, Tremblay conseilla l'Union monétaire ouest-africaine (UMOA) dans son orientation monétaire, à la suite de la révision des statuts de cette zone monétaire (voir son ouvrage Afrique et Intégration Monétaire, 1970). En 1988, Tremblay assuma la présidence du Comité des économistes canadiens favorables au libre-échange, d'abord entre le Canada et les États-Unis, et ensuite entre le Canada, les États-Unis et le Mexique dans le cadre de l'Accord de libre-échange nord-américain (ALENA).

## Contributions à la politique
- En octobre 1970, Rodrigue Tremblay publia un manifeste politico-économique, Indépendance et marché commun Québec – États-Unis (Les Éditions du Jour), lequel annonçait des développements futurs. Il entrevoyait alors la création d'un marché commun nord-américain, en conjonction avec une poussée du Québec vers un statut de souveraineté politique. Dix ans plus tard, le 20 mai 1980, le gouvernement du Québec organisa un premier référendum sur l'accession du Québec à la souveraineté politique. Et, dix-neuf ans plus tard, le 1er janvier 1989, entrait en vigueur l'Accord de libre-échange canado-américain (ALE), lequel fut remplacé par l'ALÉNA entre les États-Unis, le Canada et le Mexique en 1994. En 1979, après avoir démissionné en tant que ministre de l'Industrie et du Commerce dans le gouvernement du Québec, il publia La 3e option (Éditions France-Amérique) dans lequel Rodrigue Tremblay proposait un réaménagement du fédéralisme canadien, assorti d'une plus grande autonomie pour la seule province majoritairement francophone au Canada, le Québec. Rodrigue Tremblay reprit cette idée dans un premier ouvrage de mémoires politiques en publiant, en 1981, Le Québec en crise (Les Éditions Select).
- Le gouvernement fédéral canadien, sous la direction du premier ministre Brian Mulroney, introduisit, en 1987, un programme de réforme du fédéralisme canadien, désigné sous le vocable de Accord du lac Meech. Ce projet de réforme constitutionnelle visait à accorder davantage d'autonomie au Québec en échange de celui-ci qu'il entérine la Constitution de 1982 dont l'adoption s'était faite à l'encontre des vœux exprimés unanimement par l'Assemblée nationale du Québec.
- L'échec de l'Accord du Lac Meech, le 23 juin 1990, donna lieu par la suite à deux référendums constitutionnels, soit le référendum canadien sur l'Accord de Charlottetown, le 26 octobre 1992, et le référendum de 1995 au Québec, tenu le 30 octobre 1995. Les deux consultations se soldèrent par un vote négatif majoritaire, soit 54,3 % dans le premier cas et 50,6 % dans le deuxième cas. —Le 30 juin 1993, Rodrigue Tremblay publie dans le journal Le Devoir un article-choc intitulé « Les Québécois forment-ils un peuple? » qui l'amène à conclure: « Il serait peut-être temps que les Québécois francophones décident une fois pour toutes s'ils forment un peuple normal et décident d'agir en tant que tel, ou s'ils ne sont qu'une minorité culturelle et linguistique dans un Canada de plus en plus anglophone. »
- De 1999 à 2004, Rodrigue Tremblay publia quatre ouvrages de politique québécoise, canadienne et internationale. En 1999, ce fut Les grands enjeux politiques et économiques du Québec (Les Éditions Transcontinentales), lequel reprenait les idées exprimées par l'auteur dans le Journal Les Affaires. En 2002, Rodrigue Tremblay publia un livre de réflexion politique générale, L’Heure Juste, Le choc entre la politique, l’économique et la morale (Les Éditions internationales Alain Stanké).
- En 2003, Rodrigue Tremblay touche à la politique internationale. Début 2003, il se prononce publiquement contre l'intervention militaire en Irak du gouvernement américain de George W. Bush. Il résume sa position dans un livre qu'il publie chez Les Éditions Les Intouchables, Pourquoi Bush veut la guerre, Religion, politique et pétrole dans les conflits internationaux, plus d'un mois avant l'invasion militaire américaine de l'Irak
- En 2004, une version américaine du livre sortit aux États-Unis (The New American Empire), tandis qu'une version européenne fut aussi publiée chez l'Harmattan, aussi en 2004 (Le Nouvel Empire Américain). Une traduction en langue turque, sous le titre de Yeni Amerikan †mparatorlu›u, fut publiée en Turquie, en 2007.

## Contributions en éthique
Le professeur Tremblay publia Le Code pour une éthique globale, accompagnée d'une préface du Dr Paul Kurtz en 2009 (édition en français), aussi en 2009 (édition canadienne anglaise) et en 2010 (édition américaine en anglais). L'ouvrage codifie d'une manière pédagogique les principes humanistes les plus fondamentaux du comportement humain. Le Code pour une éthique globale, en effet, propose un code d'éthique globale qui est moderne et progressiste et qui est résumé en dix règles ou principes humanistes. Les thèmes vont de la dignité humaine, la vie humaine, la tolérance, la nécessité de partager, et la nécessité d'éviter la domination et les superstitions, à la préservation de l'environnement naturel de la Terre, la question de la violence et des guerres, la question de la démocratie politique et économique, la séparation de l'Église et l'État, et le rôle central de l'éducation et des connaissances en tant que moyens d'atteindre le bonheur personnel, de même que l'indépendance et la liberté individuelles. Le livre est aussi une critique de plusieurs règles éthiques d'origine religieuse et propose des solutions à certains dilemmes moraux.

## Honneurs
- Boursier Université de Montréal, 1961
- Woodrow Wilson Fellow, 1963
- Ford International Fellow, Stanford University, 1964
- Prix de l'excellence en enseignement, Université de Montréal, 1998
- Professeur émérite, 2002
- Prix Condorcet, 2004
- Prix Richard-Arès, 2018